# Tadeusz Fijewski
Tadeusz Fijewski, né le 14 juillet 1911 à Varsovie et mort le 12 novembre 1978 dans cette même ville, est un acteur de théâtre, de cinéma et de télévision polonais.

## Biographie
Fils de Wacław Fijewski, un peintre en bâtiment, Tadeusz Fijewski naît le 14 juillet 1911 dans le quartier populaire Powiśle de Varsovie au sein d'une fratrie de dix enfants. Il est notamment le frère de la chorégraphe Barbara Fijewska et du metteur en scène Włodzimierz Fijewski.
Il fait ses débuts sur scène en 1921 comme figurant dans Le Malade imaginaire, au Théâtre polonais de Varsovie, dirigé par son fondateur Arnold Szyfman. Il restera fidèle à ce théâtre jusqu'à sa mort en 1978. Il apparaît ensuite dans des spectacles amateurs et pièces pour enfants. En 1926, il débute à l'écran à l'issue d'un concours organisé par le journal ABC dans le film L'Appel de la Mer de Henryk Szaro, jouant un garçon de dix ans alors qu'il en a seize.
Diplômé de l'Institut national d'art dramatique de Varsovie en 1936, il travaille entre autres au Théâtre de Malicka, au Théâtre Ateneum et au théâtre de Sosnowiec.
Après le déclenchement de la Seconde Guerre mondiale, il se porte volontaire pour l'armée polonaise, mais ne sera pas appelé pour servir. Emprisonné à la Pawiak, le 3 maja 1940 il est déporté au camp de concentration d'Sachsenhausen puis à Dachau. Libéré des camps en 1941, il travaille dans les bars de Varsovie et appartient au réseau de la résistance de l'Armia Krajowa. Il participe à l'Insurrection de Varsovie de 1944. Après sa chute, il est emprisonné dans le camp de prisonniers de guerre Oflag II D Gross-Born situé près de Kłomino en Poméranie occidentale. Après sa libération, il joue au théâtre du BIP (1944) avec le groupe de scène de Kazimierz Krukowski (pl) qui se produit dans des camps en Allemagne où se trouvent encore des prisonniers polonais.
En 1945, il retourne en Pologne et joue dans aux théâtres de Toruń, Łódź et Varsovie. À partir de 1947, il est employé des théâtres de Varsovie : Théâtre Nowy (1947-1949), Théâtre national (1949-1954), Théâtre Współczesny (1954-1968) et Théâtre Polski (1968-1978).
Sa carrière cinématographique comprend plus de 50 films. Il est apparu dans le roman radiophonique Matysiakowie (1956) de Waldemar Modestowicz (pl) et dans le cycle satirique radiophonique Eterek de Jeremi Przybora (pl) dans le rôle de Mundzia, fils de la veuve d'Eufemia, jouée par Irena Kwiatkowska (pl).
Il est le plus connu pour son rôle d'Ignacy Rzecki dans La Poupée (1968) réalisé par Wojciech Has d'après le roman éponyme de Bolesław Prus, de Kuba dans la série télévisée Paysans d'après Władysław Reymondt de Jan Rybkowski et du vieux Czereśniak dans Quatre tankistes et un chien de Konrad Nałęcki.
Mort à Varsovie, il est enterré auprès de sa femme Helena Makowska-Fijewska dans l'allée des artistes au cimetière de Powązki.

## Filmographie

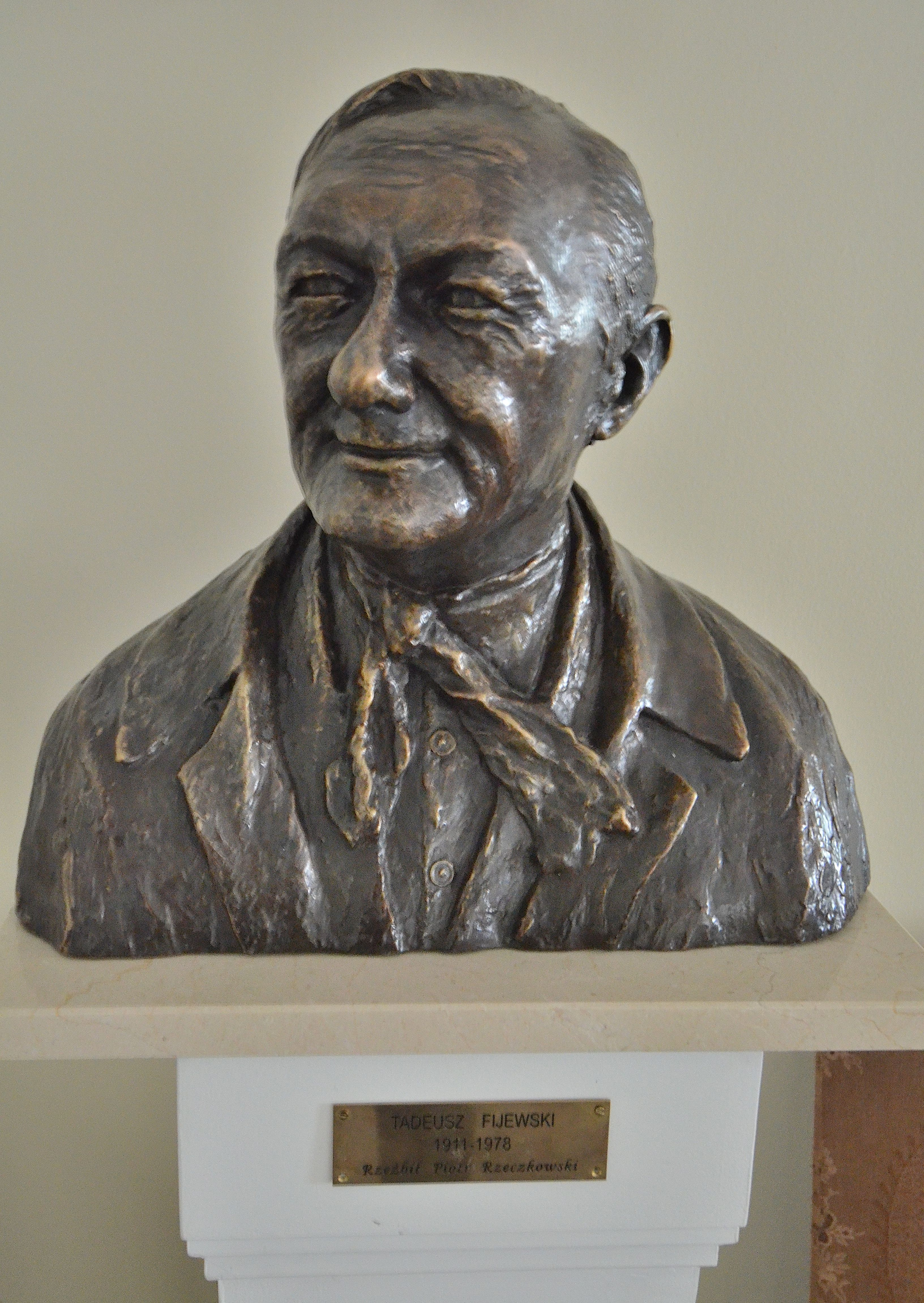
Buste de Tadeusz Fijewski au Théâtre Polski de Varsovie.

- 1929 : Un homme fort : porteur d'hôtel
- 1932 : Legion ulicy : Władek
- 1934 : Vibrante jeunesse : un apprenti
- 1934 : La fille du général Pancratov
- 1938 : Paweł i Gaweł : Stefek
- 1948 : La vérité n'a pas de frontière : Bronek Cieplikowski
- 1954 : Sous l'étoile phrygienne : cocher
- 1955 : Génération : garde allemand
- 1957 : Le Nœud coulant : Władek
- 1958 : Kalosze szczęścia : 2 rôles ; Michalak, Hipek
- 1962 : L'Impossible adieu : Jankowski
- 1962 : L'Or de mes rêves : musicien
- 1964 : Le Premier Jour de la liberté : le docteur Rhode
- 1966 : Lénine en Pologne
- 1966-1970 : Quatre tankistes et un chien : père de Tomek Czereśniak (série TV)
- 1968 : La Poupée : Ignacy Rzecki

## Récompenses et distinctions
- Croix d'officier dans l'Ordre Polonia Restituta - 1959
- Croix d'or du Mérite (Krzyż Zasługi) - 1955
- Ecran d'or décerné par le magazine Ekran (pl) - 1968